# O Jeca e a Freira
O Jeca e a Freira é um filme de comédia brasileiro, produzido em 1967 e lançado em 1968, dirigido e estrelado por Mazzaropi para a PAM Filmes. Conta com números musicais de Mazzaropi e Marita Luisi, canções de autoria de Elpídio dos Santos. Foi filmado na Fazenda da Santa, no município paullista de Taubaté.

## Sinopse
No século XIX, época da Escravidão no Brasil, no interior do Estado de São Paulo, o poderoso latifundiário Pedro toma a pequena criança Celeste do casal de caipiras colonos, Sigismundo e Floriana, criando-a como filha.
Treze anos depois, Celeste está de férias do colégio religioso e retorna à fazenda acompanhada da freira Irmã Isabel. Pedro avisa aos pais dela que a moça continuará na casa dele e os ameaça de morte caso lhes revelem a verdade.
Com a ajuda do Coronel Orlando e dos filhos dele, Cláudio, Otávio e Sônia, e do filho mais velho, Fernando, Sigismundo e Floriana enfrentam Pedro e tentam contar à Celeste qual é sua verdadeira família.

## Elenco
- Amácio Mazzaropi - Sigismundo, o Jeca
- Maurício do Valle - Pedro
- Geny Prado - Floriana
- Elizabeth Hartmann - Isabel
- Ewerton de Castro - Cláudio
- Paulette Bonelli - Celeste
- Elizabeth Marinho - Sônia
- Carlos Garcia - Fernando
- Roberto Pirillo - Otávio
- Henricão - Bento
- Tony Cardy - Coronel Orlando
- Nello Pinheiro - Delegado
- Cláudio Mechi
- Wilson Júnior
- João Batista de Souza
- Isaura Bruno - Escrava de Pedro

## Ficha técnica
- Direção -  Amácio Mazzaropi[5]
- Assistente de direção - Abílio Marques Filho
- Roteiro -  Amácio Mazzaropi
- Fotografia -  Rudolf Icsey
- Montagem - Glauco Mirko Laurelli [1]
- Música - Hector Lagna Fietta